# Bryan Mbeumo
Bryan Mbeumo (ur. 7 sierpnia 1999 w Avallon) – kameruńsko-francuski piłkarz, występujący na pozycji napastnika w Manchesterze United oraz w reprezentacji Kamerunu. Uczestnik Mistrzostw Świata 2022. Były młodzieżowy reprezentant Francji.

## Kariera klubowa
Mbeumo początkowo trenował w klubie ze swojego rodzinnego miasta, Club Olympique Avallonnais. Następnie dołączył do centrum treningowego ES Troyes AC w 2013 roku. Po występach z drużyną młodzików i klubowych rezerw dołączył do drużyny profesjonalnej w 2018 roku. Rozegrał swój pierwszy profesjonalny mecz 17 lutego 2018 roku, wchodząc do gry z FC Metz w 26. kolejce rozgrywek Ligue 1, a następnie ponownie zagrał przeciwko Stade Rennais, Montpellier HSC i AS Monaco. Pod koniec sezonu klub spadł z Ligue 1. W sezonie 2018-2019 już w Ligue 2 stał się pierwszoplanowym zawodnikiem ES Troyes, występując w czterdziestu meczach i strzelając jedenaście bramek we wszystkich rozgrywkach. Po intensywnym sezonie Troyes ukończył sezon na 3. miejscu, ale nie zdołał awansować do Ligue 1 gdyż podczas baraży uległ RC Lens. 
21 lipca 2025 roku przeszedł z Brentford do Manchesteru United, z którym podpisał pięcioletni kontrakt z opcją przedłużenia o kolejny rok. W nowym klubie zadebiutował 17 sierpnia 2025 roku w przegranym 0:1 meczu przeciwko Arsenalowi, rozgrywając całe spotkanie.

## Statystyki
(aktualne na dzień 17 sierpnia 2025)
| Klub               | Sezon              | Liga                   | Liga  | Liga   | Puchar krajowy | Puchar krajowy | Puchar ligi | Puchar ligi | Inne  | Inne   | Suma  | Suma   |
| Klub               | Sezon              | Liga                   | Mecze | Bramki | Mecze          | Bramki         | Mecze       | Bramki      | Mecze | Bramki | Mecze | Bramki |
| ------------------ | ------------------ | ---------------------- | ----- | ------ | -------------- | -------------- | ----------- | ----------- | ----- | ------ | ----- | ------ |
| Troyes B           | 2016/17            | Championnat National 3 | 12    | 15     | –              | –              | –           | –           | –     | –      | 12    | 5      |
| Troyes B           | 2017/18            | Championnat National 3 | 21    | 9      | –              | –              | –           | –           | –     | –      | 21    | 9      |
| Troyes             | 2017/18            | Ligue 1                | 4     | 0      | 0              | 0              | 0           | 0           | –     | –      | 4     | 0      |
| Troyes             | 2018/19            | Ligue 2                | 35    | 10     | 1              | 0              | 3           | 1           | 1     | 0      | 40    | 11     |
| Troyes             | 2019/20            | Ligue 2                | 2     | 1      | 0              | 0              | 0           | 0           | –     | –      | 2     | 1      |
| Brentford          | 2019/20            | Championship           | 42    | 15     | 1              | 0              | 1           | 0           | 3     | 1      | 47    | 16     |
| Brentford          | 2020/21            | Championship           | 44    | 8      | 0              | 0              | 2           | 0           | 3     | 0      | 49    | 8      |
| Brentford          | 2021/22            | Premier League         | 35    | 4      | 1              | 3              | 2           | 1           | –     | –      | 38    | 8      |
| Brentford          | 2022/23            | Premier League         | 38    | 9      | 0              | 0              | 1           | 0           | –     | –      | 39    | 9      |
| Brentford          | 2023/24            | Premier League         | 25    | 9      | 0              | 0              | 2           | 0           | –     | –      | 27    | 9      |
| Brentford          | 2024/25            | Premier League         | 38    | 20     | 1              | 0              | 3           | 0           | –     | –      | 42    | 20     |
| Manchester United  | 2025/26            | Premier League         | 1     | 0      | 0              | 0              | 0           | 0           | –     | –      | 1     | 0      |
| Ogólnie w karierze | Ogólnie w karierze | Ogólnie w karierze     | 297   | 90     | 4              | 3              | 14          | 2           | 7     | 1      | 322   | 96     |

## Sukcesy
- Troyes
  - Coupe Gambardella: 2018